# Francis Soler
Francis Soler (Algeri, 21 marzo 1949) è un architetto francese, vincitore, nel 1990, del Gran Premio Nazionale di Architettura.

## Biografia
Si è laureato alla scuola di architettura Paris-Villemin nel 1976. È membro dell'Ordine degli architetti di Francia dal 1976.
Nel 1985, aprì lo studio Francis Soler architecte, e, nel 1994, costituì la società anonima Architectures Francis Soler, della quale è presidente e direttore generale.
Lo studio di Francis Soler ha realizzato una ventina di edifici, ma lo ha reso celebre il progetto del Paris International Conference Center.

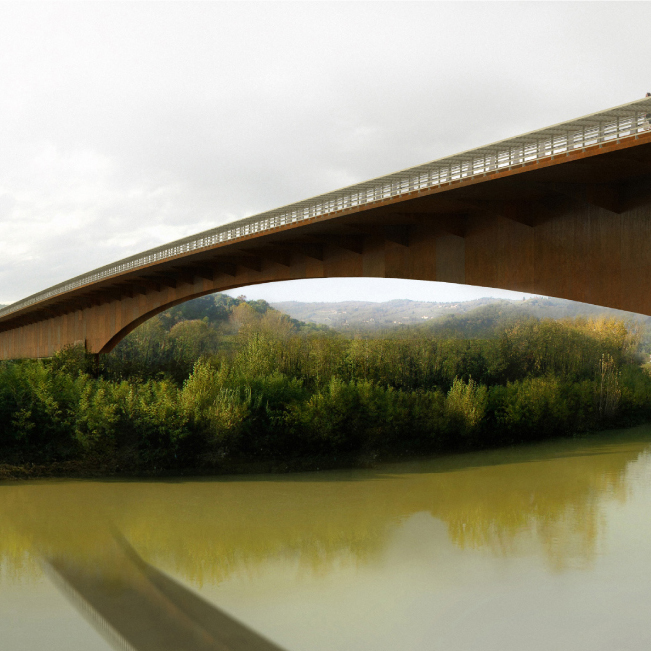
Studio per un ponte sul fiume Arno in Italia (2008-2016)

Francis Soler ha ottenuto il premio nazionale di architettura nel 1990 ed è stato insignito dell'onorificenza di Commendatore nell'Ordine delle Arti e delle Lettere nel 2005, il giorno dopo il completamento del “Bons Enfants",, a Parigi, divenuta poi sede del Ministero della Cultura e delle Comunicazioni, poi al grado di Cavaliere nell'Ordine Nazionale della Legion d'Onore, due anni dopo. Il suo lavoro e i suoi successi sono stati riportati attraverso varie conferenze in tutto il mondo e numerosi articoli di stampa sia a livello nazionale (AMC, Archis News, Intramuros, Le Moniteur, Beaux Arts, ecc.) che internazionale (Architectural Review, Archi +, Bauwelt, Arte e Construccion, AV…).
Nel 2015 Francis Soler ha consegnato il nuovo centro di ricerca e sviluppo a Palaiseau (Essonne), in uno dei quartieri del Paris-Saclay.
Il suo lavoro e la sua ricerca sono estremamente diversi e riguardano l'edilizia abitativa (Clichy, Durkheim, Auteuil, Parc 17, Nouveau Palace), le strutture terziarie (Ministero della Cultura, Centro R&D per EDF, Frigos, Palais de Justice d'Aix-en-Provence), culturale (Museo Quai Branly, Museo del Louvre Cour Visconti, Philharmonie de Paris, Centro Culturale Calvi Balagne), o urbano (Ponte sull'Arno, Cœur d'Orly, Seoul Superground). Ha partecipato ai principali concorsi che caratterizzano gli appalti pubblici in Francia e a livello internazionale, nonché a numerosi concorsi ad inviti.

### Opere principali
- 2016: Centro di ricerca e sviluppo EDF sul Plateau de Saclay[5] a Palaiseau / 50 000
- 2016: 98 abitazioni e uffici ZAC Cardinet-Chalabre, Parigi 17[8]
- 2011: 180 unità abitative e 3 negozi, Avenue du marché gare, Montpellier / 13 639.
- 2009: Studi di artisti, uffici per PMI e negozi in via ZAC Massena Messiaen, Parigi XIII[9]
- 2005: edificio detto “Bons Enfants" dell Ministero della Cultura rue Saint-Honoré a Parigi, con Frédéric Druot
- 2001: 70 unità abitative e negozi, rue Paul Signac a Clichy[10]
- 1994: 94 unità abitative PLI e un asilo nido con 80 culle nel Tolbiac ZAC aux n. 9-19 rue Émile-Durkheim a Parigi
- 1991: 20 unità abitative, Cité Saint Chaumont a Parigi XIX
- 1990: Edificio per uffici, 66 rue de Meaux, 42-46 rue Armand Carrel, Parigi XIX[11]
- 1988: asilo, 99 rue Pelleport a Parigi XVIII[12]
- 1983-1987: Tribuna presidenziale per la cerimonia del 14 luglio[13]

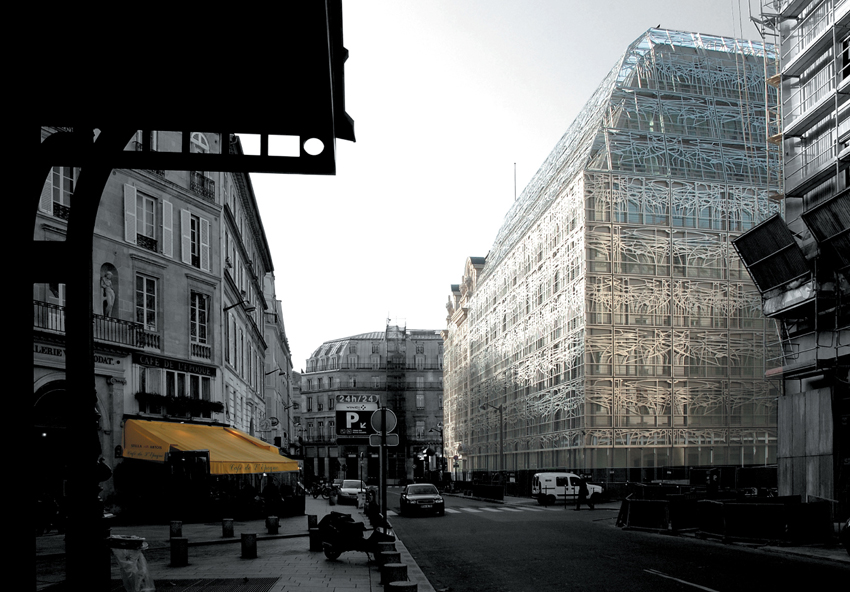
Ministero della Cultura e della Comunicazione (2005)

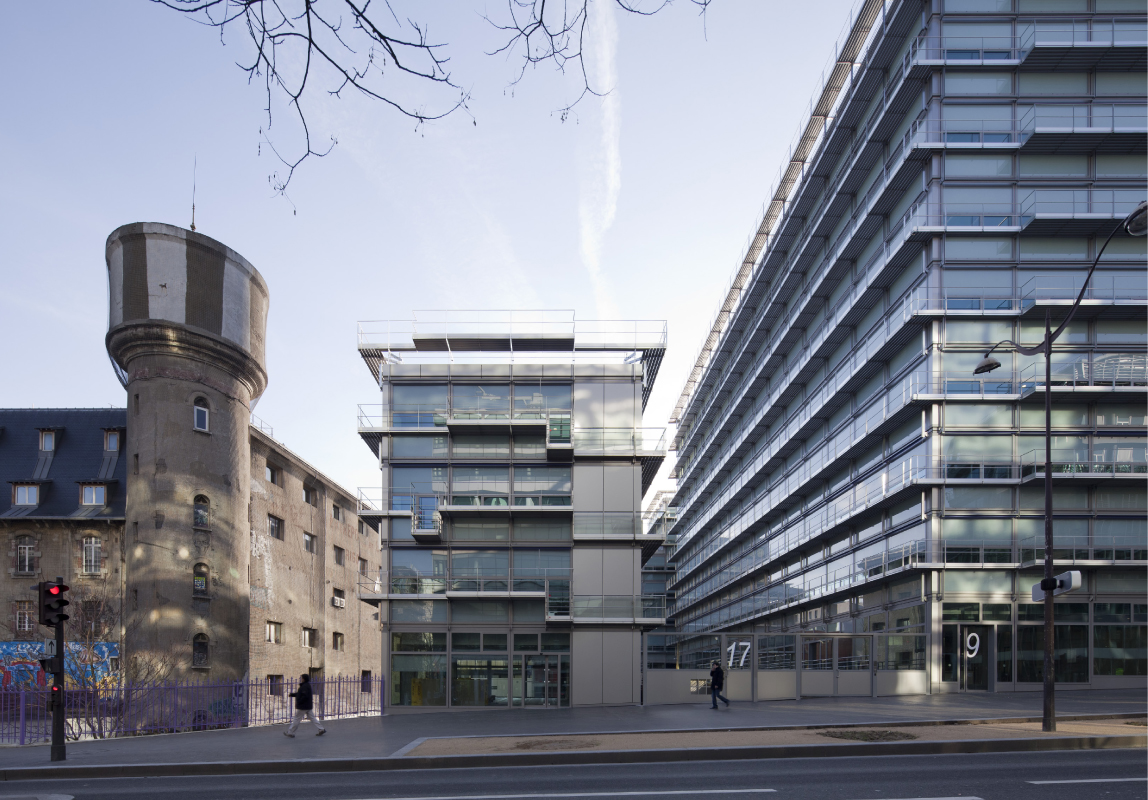
"Les Frigos": Edificio per uffici a Parigi (2009)

## Pubblicazioni

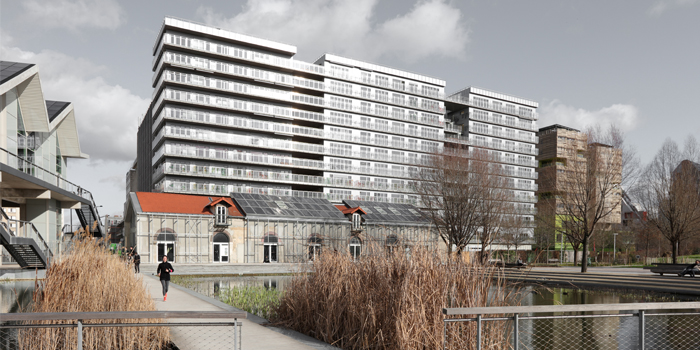
Operazione abitativa sullo ZAC Cardinet-Chalabre a Parigi (2016)

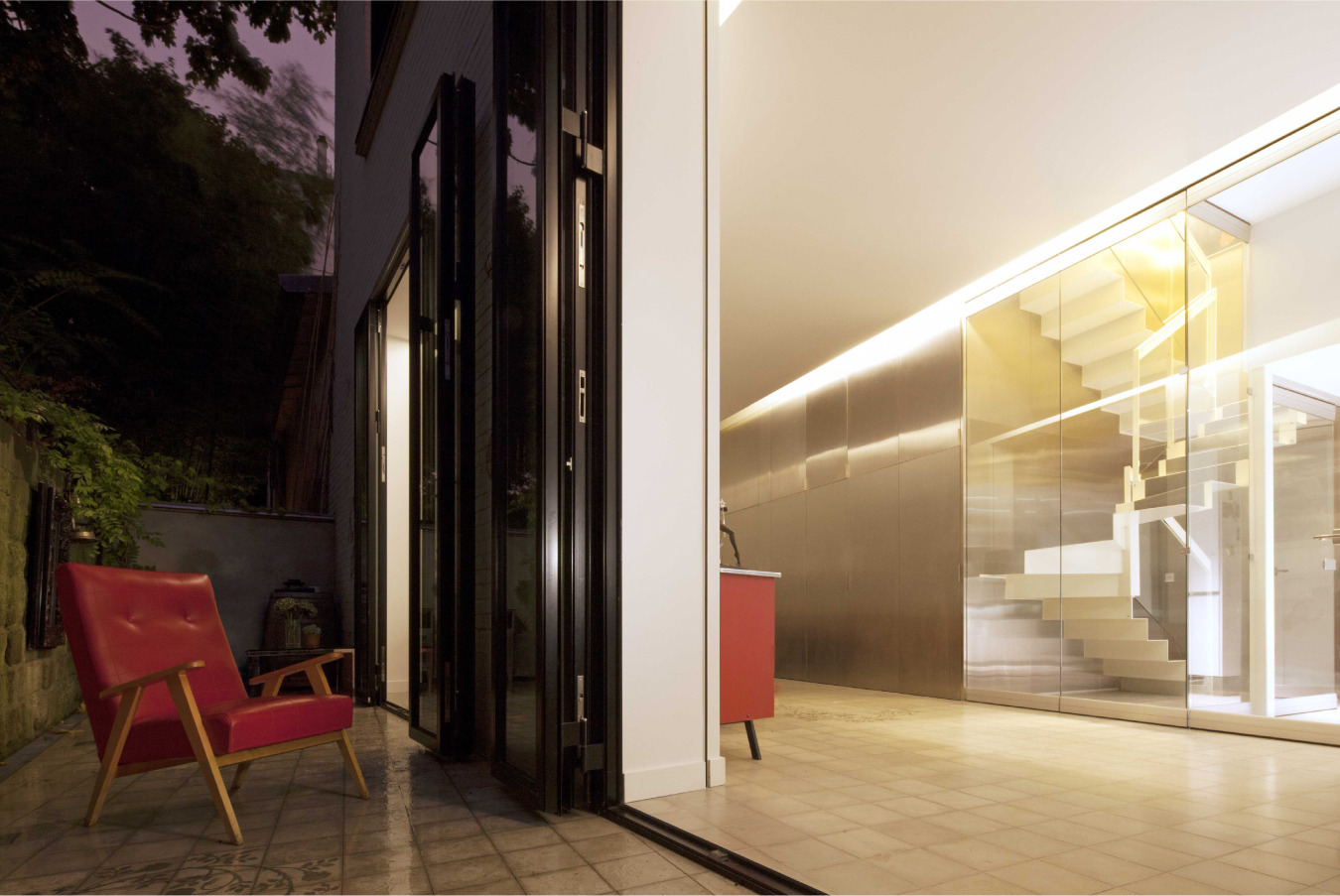
Appartamento a Parigi (2012)

- Une saveur acidulée,  1979, Francia.
- Collège d'enseignement secondaire, L’Architecture d’Aujourd’hui, 1979, France.
- Complexe enfance, complexe ville, l’Architecture d’Aujourd’hui, 1981, France.
- Débat et discours, Pignon sur rue, 1982, France.
- Tribune présidentielle du 14 juillet 1983, l’Architecture d’Aujourd’hui, n. 228, 1983, France.
- Le jeu de la ligne et du détail, le moniteur, Numéro spécial, 1984, France.
- Une école à Cergy Pontoise, AMC, n. 6, 1984, France.
- Architecture / Francis Soler et Jean Bernard, Le Moniteur, 1984, France.
- Sur la roche scarpeienne, n. 206, 1985, France.
- Allier le rêve à la rigueur, l’Architecture d’Aujourd’hui, n. 367, 1986, France.
- Entretient avec Christian Hauvette et Francis Soler, architectures publique, n. 66, 1986, France.
- Plus poétique que mimétique, Les prix d'architectures publiques 1986, France.
- Les zoreilles à la mer!, Syndicat de l'architecture le petit journal, n. 26, 1986, France.
- Lycée technique - basse terre, architecture publique, 1986, France.
- Francis Soler : allier le rêve à la rigueur, architecture & technique, n. 367, 1986, France.
- Naissance, mission interministérielle pour la qualité des constructions publiques, 1987, France.
- Complesso scolastico « terrasses » à Cergy-pontoise, Abacus, n. 9, 1987, Italie.
- Introduction : new architecture in paris, progressive architecture, 1987, États-Unis.
- Un projet exemplaire, architectures publiques, n. 3, 1987, France.
- Francis Soler, architectes français d'aujourd’hui, 1987, France.

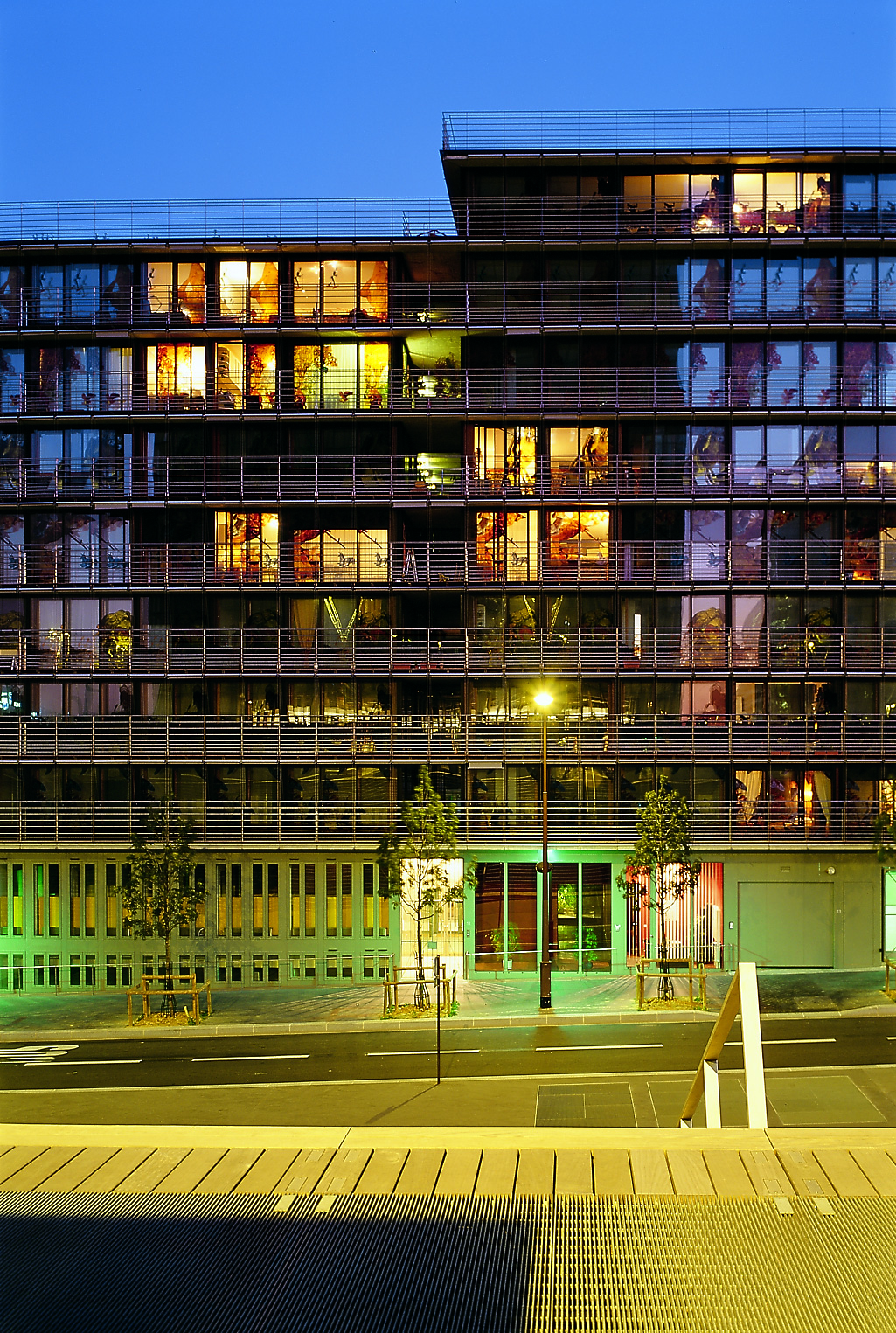
Durkheim 94 abitazioni a Parigi (1997)

- Durkheim 94 abitazioni a Parigi (1997)La tour Eiffel du XXI siecle, Le Nouvel Observateur, n. 1215, 1988, France.
- Le piège de l'image sans fond, Architecture et Informatique, n. 27, 1988, France.
- Gennevilliers ateliers municipaux centralisés, Topos 92, n. 6, 1988, France.
- On va peut-être réussir à vendre quelque chose aux japonais, Paris Match, 1988, France.
- Performance et pertinence, Architectures Publiques, 1988, France.
- Centre de recherche de la cite Descartes à Marne la Vallée, Architectures Publiques, -, 1988, France.
- Francis Soler : la valeur du sens, Architecture & Technique, n. 380, 1988, France.
- Communication France-japon, Architectes-Architecture, n. 185, 1988, France.
- Le monument de la communication, Bon à tirer, n. 103, 1988, France.
- Monument France japon, L’Architecture d’Aujourd’hui, n. 255, 1988, France.
- Francis Soler Alain Pélissier, Reflets, 1988, France.
- Le monument de la publication, Bon à tirer, n. 103, 1988, France.
- Concours de Passy : une procédure à suivre… au tribunal, Architectes-Architecture, n. 187, 1988, France.
- Architectures Actualité, n. 26, 1988, France.
- Décalages ou l'école de Pelleport Paris XX, Architecture et Compagnie, 1988, France.
- École maternelle rue Pelleport Paris XX, Construction scolaire et universitaire, n. 15, 1988, France.
- École maternelle: rue Pelleport, Paris XX , Le Moniteur, 1988, France.
- Paris XX architecte: Francis Soler, Le Moniteur, n. 4425, 1988, France.
- Une maternelle pour adultes, architectes-architecture, n. 191, 1988, France.
- Concours, architecture publique, 1988, France.
- Nos nouveaux locaux, maison de l'artisan du taxi de France, 1989, France.
- Projet Soler : provocation iconoclaste ?, Architectes-Architecture, n. 195, 1989, France.
- Les années de la synthèse, Beaux-Arts, HORS SERIES, 1989, France.
- Éloge de la légèreté, city, n. 48, 1989, France.
- Concours pour la bibliothèque de France, Architecture & Technique, n. 386, 1989, France.
- Manège, ménage et sortilège, topos 92, 1989, France.
- F. Soler - a. Pélissier une question de communication, Urbanisme, n. 228, 1989, France.
- Vorschule rue Pelleport in paris, Frankreich, Architektur+Wettbewerbe, n. 138, 1989, Allemagne.
- Exposition, pavillon de l'arsenal, n. 8, 1989, France.
- Grands travaux : suite et… fin?, Connaissance des arts, nn. 461-462, 1990, France.
- Verre et effet pervers, n. 8, 1990, France.
- Le verre aura été l'artisan de la "glasnost" bâtisseuse du président, paris match, 1990, France.
- Lauréat du grand prix d'architecture 1990, Francis Soler a été élu, votre logement, n. 48, 1990, France.
- Francis Soler, city, n. 61, 1990, France.
- Le chantier de la gloire, Elle, n. 2312, 1990, France.
- Rigueur et poésie d'un architecte, Marie Claire, n. 263, 1990, France.
- Francis Soler "l'architecte: un homme de synthèse», Le moniteur, n. 4497, 1990, France.
- Centre de conférence internationale de paris: Francis Soler, lauréate moniteur, n. 4504, 1990, France.
- Francis Soler grand prix national d'architecture 1990, archi news, 1990, France.